# Phare de Teignmouth
Le phare de Teignmouth est un phare situé en bord de littoral à Teignmouth, dans le comté du Devon en Angleterre.

## Histoire
Le phare a été construit en 1845. C'est une petite tour ronde en pierre non peinte de 6 m de haut avec une lanterne. Il émet une lumière rouge continue et sert de lumière de devant de gamme. Le feu arrière est monté sur un grand mât noir devant l'Hôtel de Lynton. Ce phare historique a été construit par la Commission du Port de Teignmouth qui en assure la gestion depuis sa construction.
Identifiant : ARLHS : ENG-153 - Amirauté : A0262 - NGA : 0392 .
|                            |
| Ancienne phoro (1890-1900) |

|          |
| Le phare |

### Lien connexe
- Liste des phares en Angleterre